# Plató de Bactriana
Platófou un rei grec de Bactriana que va regnar per un temps breu a Bactriana i Paropamísades en algun moment vers la meitat del segle ii aC. L'estil de les monedes de Plató suggereix que era parent, probablement germà segons l'edat calculada per la seva imatge, d'Eucràtides I de Bactriana el Gran, que va pujar al poder vers el 170 aC.
Algunes monedes de Plató porten inscripcions que han estat interpretades com a dates de l'era indogrega que comença el 186 aC; si fos així hauria governat vers el 140 aC; Osmund Bopearachchi, el situa vers 145-140 aC, ja que no s'han trobat monedes seves a les ruïnes d'Ai Khanoum, una ciutat de Bactriana (possiblement Alexandria de l'Oxus) destruïda durant el regnat d'Eucràtides; anteriorment s'havia suggerit com a data el 166 aC, sent rei associat al seu germà, però més aviat sembla que el va intentar succeir en ser aquest assassinat.